# Magnard (éditeur)
Pour les articles homonymes, voir Magnard.
Magnard-Vuibert est la filiale éducation du groupe Albin Michel, l’un des leaders indépendants de l’édition française. Elle est le troisième groupe d’édition d’éducation en France. 
Les éditions Magnard ont été créées en 1936. Elles publient des collections scolaires (premier et second degré, de la maternelle au bac), parascolaires, et de la littérature pour la jeunesse.
Impliquée dans l’évolution des pratiques pédagogiques,[réf. nécessaire] Magnard-Vuibert développe également une production numérique en phase avec ses activités scolaires et parascolaires : manuels numériques, sites internet, sites « ressources »…

## Histoire
En 1933, Roger Magnard invente le cahier de vacances sur une idée simple : accompagner l’enfant d’une classe à l’autre. Il crée ainsi sa maison d’édition.
Les premières collections de manuels voient le jour après la guerre, avec notamment la méthode de lecture « Rémi et Colette ».
De 1973 à 1993 Louis Magnard, le fils du fondateur, dirige la maison et la développe autour de projets qui rencontrent un très large public[réf. nécessaire]. Il hisse ainsi la maison au niveau des plus grands éditeurs scolaires français, fonde sa propre société de distribution (Dilisco), puis acquiert les éditions Vuibert.
En 1995, le groupe Albin Michel reprend les Éditions Magnard. Les Éditions Magnard poursuivent le développement des collections scolaires, parascolaires et de littérature pour la jeunesse, en les inscrivant désormais dans l’ère du numérique.
Le groupe Albin Michel comprend trois pôles :
- Éducation : composé de Magnard-Vuibert, Delagrave Edition, De Boeck Supérieur, La Libraire des Écoles, Horay et La Librairie Vuibert
- Diffusion/Distribution avec Dilisco
- Librairies composé de 7 points de vente[2].

## Spécialités
Les Éditions Magnard-Vuibert sont spécialisées dans le scolaire, le parascolaire et la littérature de jeunesse.
Elle est un des éditeurs fondateurs de Savoir Livre (Savoir Livre est une association animée par six éditeurs scolaires : Belin, Bordas, Hachette, Hatier, Magnard et Nathan. Elle a pour objectif de suivre l'évolution du système éducatif).

## Collections parues

### Jeunesse
- Collection "Science et Aventures", rebaptisée "Sciences et Aventure", puis "Science et Aventure", dirigée par Pierre Devaux, romans scientifiques parus de 1945 à 1963.
- Bibliothèque de Tante Marinette, romans pour les enfants de 8 à 14 ans (puis 12 ans) qui débute en 1945.
- Collection "Mousquetaires", née en 1946, rebaptisée "Bibliothèque Fan", romans historiques.
- Collection "Fauve", créée en 1947, rebaptisée "Fauves et Jungles" en 1951, puis "Fauve et Jungle", romans naturalistes.
- Bibliothèque "Azur", "le roman scolaire", née en 1950.
- Collection Fantasia, née concurremment avec le Prix Fantasia, doté d'un million de francs, décerné de 1955 à 1970, paraît jusqu'en 1985.
- Collection "Le Livre des jeunes", ouvrages de poche lancés en 1956.
- Collection Grand Carré, albums pour enfants des années 1960 aux années 1990.
- Collection "Le Temps de lire", créée en 1973.
- Collection "Le Temps d'un livre", créée en 1979.